# École nationale supérieure de techniques avancées Bretagne
École nationale supérieure de techniques avancées Bretagne er et fransk ingeniør-institut tilknyttet Groupe ENSTA.
Instituttet blev oprettet i 1971 (École nationale supérieure des ingénieurs des études et techniques d'armement) og har i dag omkring 900 studerende.
48°25′N 4°28′V / 48.42°N 4.47°V